# Harryplax severus

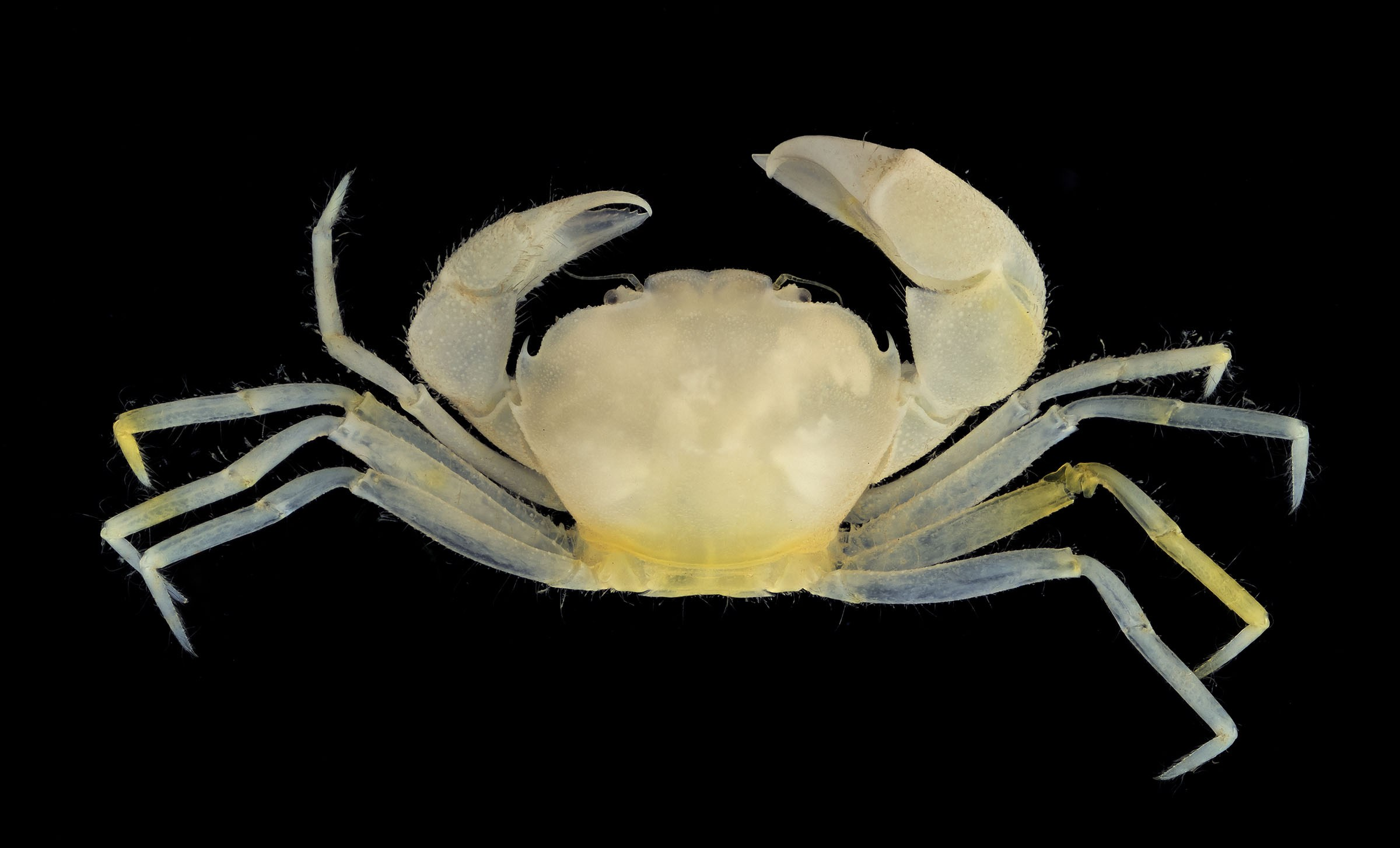
Harryplax severus

Harryplax é um gênero de caranguejo que contém a única espécie Harryplax severus, nativa de Guam, onde é encontrado em escombros de corais. H. severus ocorre em profundidades de 1 a 7,6 metros (3,3 a 25 pé).
Coletado pela primeira vez em 1998 e descrito em 2017, o nome do gênero homenageia o colecionador Harry T. Conley, bem como o personagem literário Harry Potter, uma alusão à "habilidade misteriosa de Conley de coletar criaturas raras e interessantes como por mágica".
O nome da espécie faz alusão a Severus Snape, também da série Harry Potter.